# 9 octombrie
ianuarie • februarie • martie  • aprilie  • mai  • iunie  • iulie  • august  • septembrie  • octombrie  • noiembrie  • decembrie
9 octombrie este a 282-a zi a calendarului gregorian și a 283-a zi în anii bisecți. Mai sunt 83 de zile până la sfârșitul anului.

## Evenimente

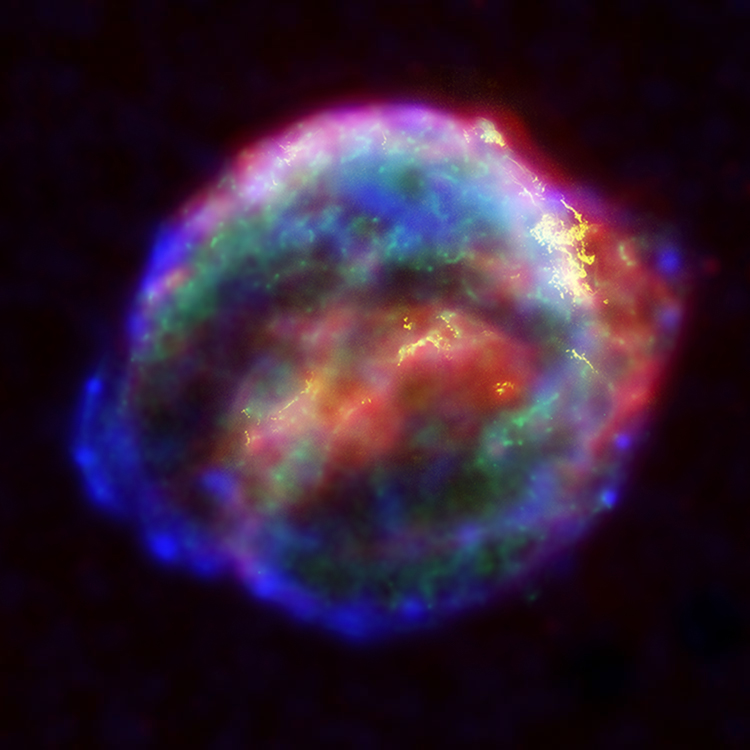
1604: Supernova lui Kepler este observată demonstrabil pentru prima dată. De asemenea, este cea mai recentă supernovă observată în Calea Lactee. Fotografie din 2000.

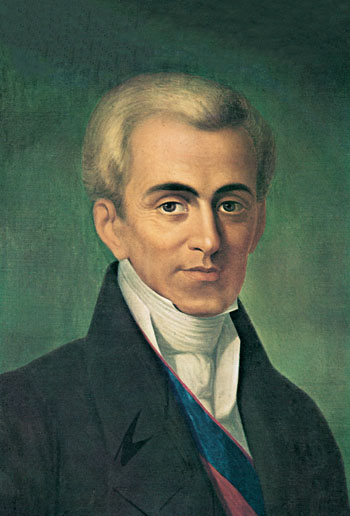
1831: Este asasinat Ioannis Kapodistrias, primul președinte al Republicii Elene, unul dintre artizanii luptei de eliberare a grecilor de sub dominația otomană.

- 0768: După moartea lui Pepin cel Scurt, o adunare îi alege pe fii acestuia, Carol și Carloman, ca regi al Imperiului Carolingian.
- 1003: Exploratorul viking Leif Erikson sosește în L'Anse aux Meadows, Canada și devine primul european cunoscut care ajunge în America de Nord.
- 1495: Ludovic Maurul, regele Neapolelui, recunoaște drepturile regelui Franței, Carol al VIII-lea, asupra Milanului, în urma semnării tratatului de la Vercelli.
- 1514: La Abbeville, Franța, are loc căsătoria regelui Ludovic al XII-lea al Franței în vârstă de 52 de ani, cu cea de-a treia soție, Maria Tudor, în vârstă de 18 ani, sora regelui Henric al VIII-lea al Angliei.
- 1582: Datorită implementării calendarului gregorian, această zi din acest an nu există în Spania, Portugalia, Franța, Polonia, Italia, Țările de Jos catolice, Luxemburg și coloniile acestora, unde ziua de 4 octombrie 1582 a fost urmată de 15 octombrie 1582.[1]
- 1596: Uniunea de la Brest: Mitropolitul de Kiev Mihail Rogoza și cinci episcopi sufragani (subordonați) reuniți în sinod decid să se pună sub ascultarea scaunului apostolic de la Roma.
- 1604: Supernova lui Kepler este observată demonstrabil pentru prima dată. De asemenea, este cea mai recentă supernovă observată în Calea Lactee.
- 1760: În Războiul de Șapte Ani, trupele rusești invadează Berlinul.
- 1799: Scufundarea fregatei engleze HMS Lutine în timpul unei furtuni a dus la pierderea a 240 de vieți omenești și a unei încărcături în valoare de 1.200.000 £.
- 1806: Prusia începe Războiul celei de-a Patra Coaliții împotriva Franței.
- 1829: Un grup de alpiniști condus de Friedrich Parrot, reușesc prima ascensiune a muntelui Ararat.
- 1831: Este asasinat Ioannis Kapodistrias, primul președinte al Republicii Elene, unul dintre artizanii luptei de eliberare a grecilor de sub dominația otomană.
- 1871: A fost declanșat cel mai mare incendiu care a cuprins vreodată orașul Chicago.
- 1888: Monumentul Washington, la acea vreme cea mai înaltă structură din lume, a fost deschis oficial publicului la Washington, DC, SUA.
- 1915: Primul Război Mondial: Cucerirea orașului Belgrad de către trupele germane și austriece.
- 1916:  Primul Război Mondial:Cucerirea orașului  Constanța de către trupele bulgaro-germane.

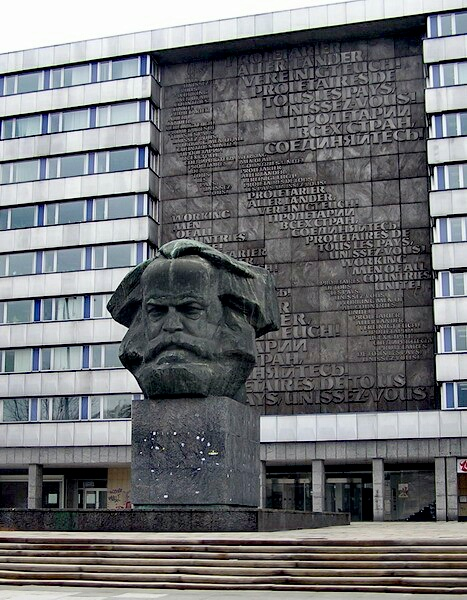
1971: La Karl-Marx-Stadt s-a dezvelit monumentul de șase metri înălțime care îl reprezintă pe Karl Marx.

- 1934: Regele Iugoslaviei Alexandru I al Iugoslaviei a fost asasinat la Marsilia de un militant extremist bulgar.
- 1944: Al Doilea Război Mondial: Germania: Orașul Hanovra este atacat de avioanele diviziei 156 britanice și este distrus 80-90%.
- 1962: Uganda devine republică.
- 1967: Che Guevara a fost executat în Bolivia la o zi după ce a fost prins.
- 1970: A fost inaugurată „Uzina de cinescoape”, în zona industrială Pipera, din București.
- 1971: La Karl-Marx-Stadt s-a dezvelit monumentul de șase metri înălțime care îl reprezintă pe Karl Marx.
- 1980: Papa Ioan Paul al II-lea se întâlnește cu Dalai Lama în timpul unei audiențe private la Vatican.
- 1989: În Leipzig are loc cea mai mare „Demonstrație de luni” cu aproape 70.000 de participanți. La demonstrație nu se ajunge la temutele acțiuni armate împotriva demonstranților, astfel începe schimbarea regimului politic al RDG-ului.
- 2000: Văduva lui John Lennon, Yoko Ono, a inaugurat la Tokyo primul muzeu consacrat în exclusivitate legendarului component al formației Beatles.
- 2004: Pentru prima dată au loc alegeri democratice în Afganistan.
- 2006: Coreea de Nord a anunțat că a efectuat o explozie nucleară subterană de încercare, în ciuda îngrijorării comunității internaționale și a avertizărilor ONU.
- 2006: Google anunță că preia compania YouTube. Fondatorii acesteia Chad Hurley și Steve Chen, vor continua să conducă independenți afacerile firmei JouTube.

## Nașteri
- 1261: Regele Denis al Portugaliei (d. 1325)
- 1754: Jean-Baptiste Regnault, pictor francez (d. 1829)
- 1757: Regele Carol al X-lea al Franței (d. 1836)
- 1782: Lewis Cass, ofițer și om politic american (d. 1866)

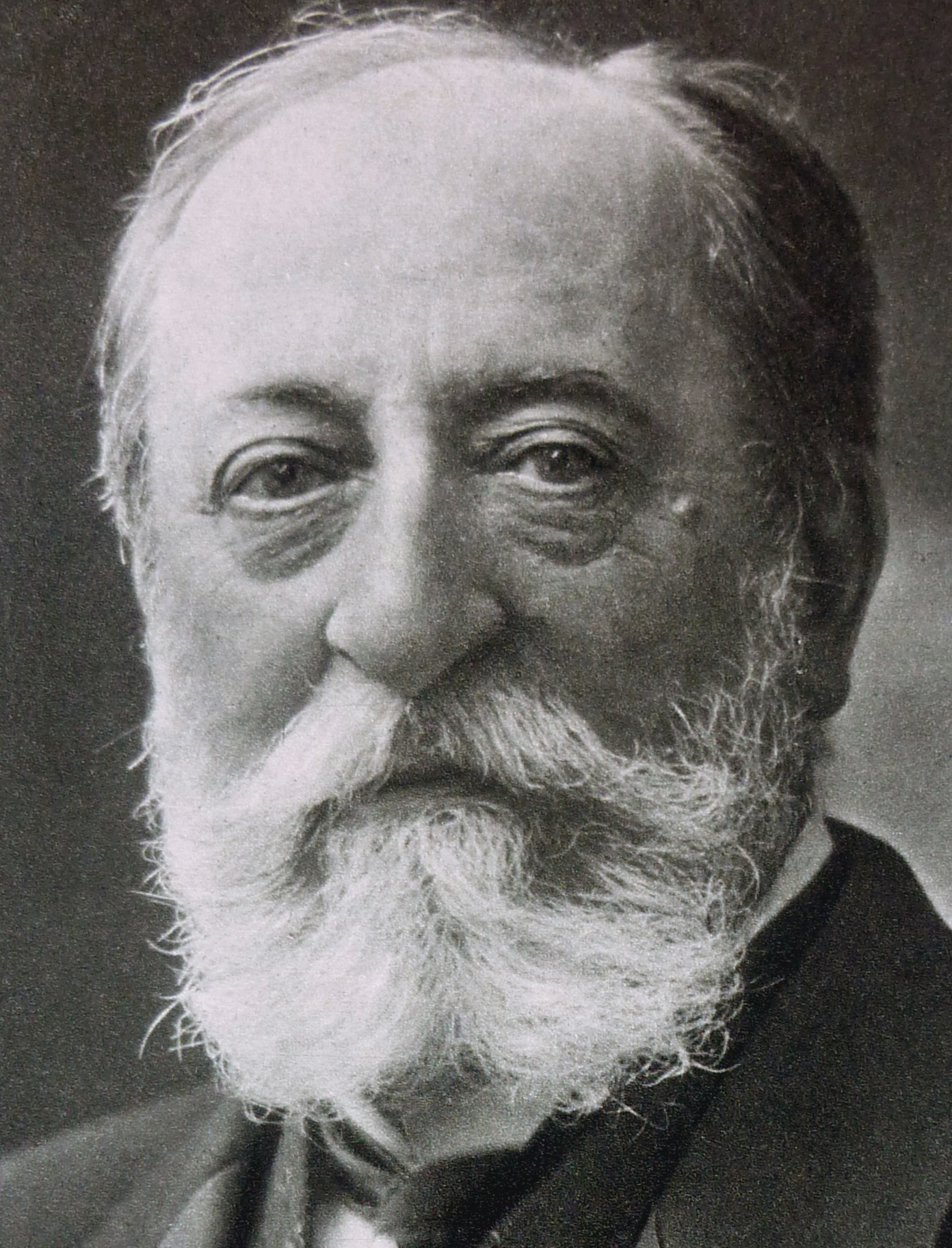
Camille Saint-Saëns, muzician francez
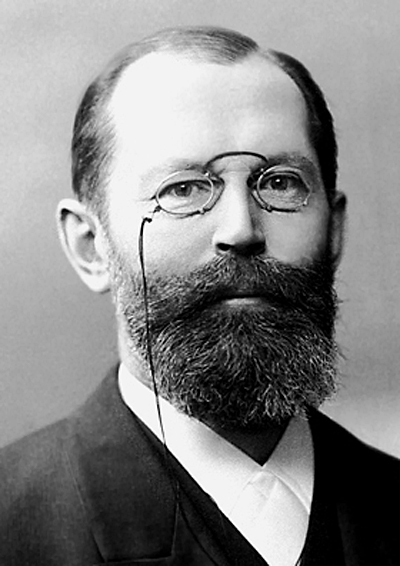
Hermann Emil Fischer, chimist german, laureat Nobel
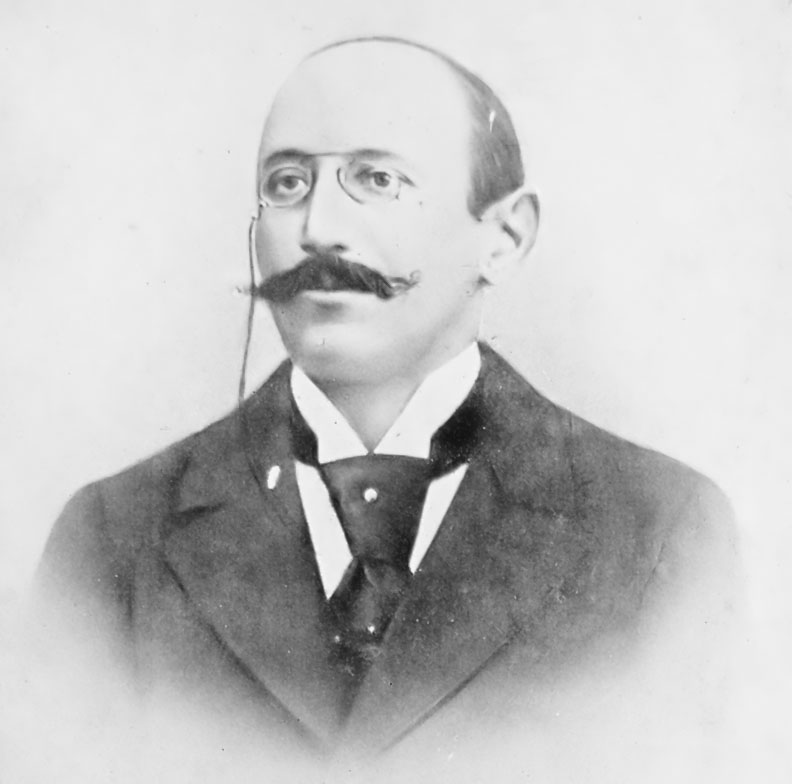
Alfred Dreyfus, ofițer francez

- 1811: Friederike de Schleswig-Holstein-Sonderburg-Glücksburg (d. 1902)
- 1835: Camille Saint-Saëns, muzician francez (d. 1921)
- 1846: Holger Drachmann, pictor danez (d. 1908)
- 1852: Hermann Emil Fischer, chimist german, laureat al Premiului Nobel (d. 1919)
- 1859: Alfred Dreyfus, ofițer francez de origine evreiască condamnat pe nedrept în afacerea Dreyfus (d. 1935)
- 1861: Émilie Desjeux, pictoriță franceză (d. 1957)
- 1873: Karl Schwarzschild, astronom și fizician german (d. 1916)
- 1879: Max von Laue, fizician german, laureat al Premiului Nobel (d. 1960)
- 1883: Maria Filotti, actriță și directoare de teatru din România (d. 1956)
- 1888: Irving Cummings, actor, regizor, producător și scenarist american de film (d. 1959)

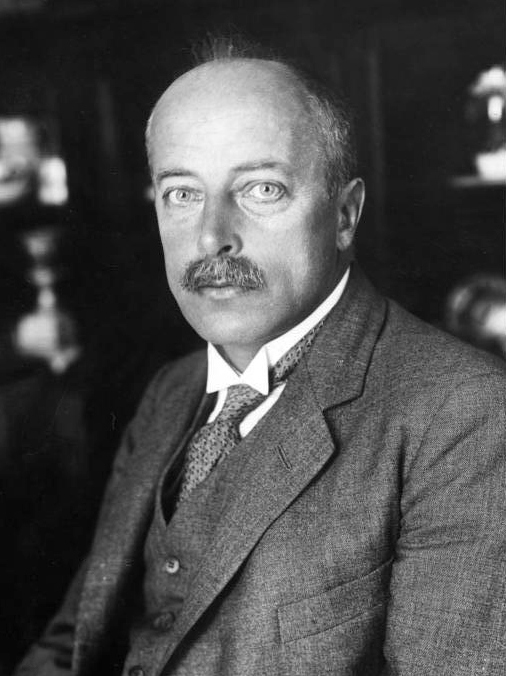
Max von Laue, fizician german, laureat Nobel
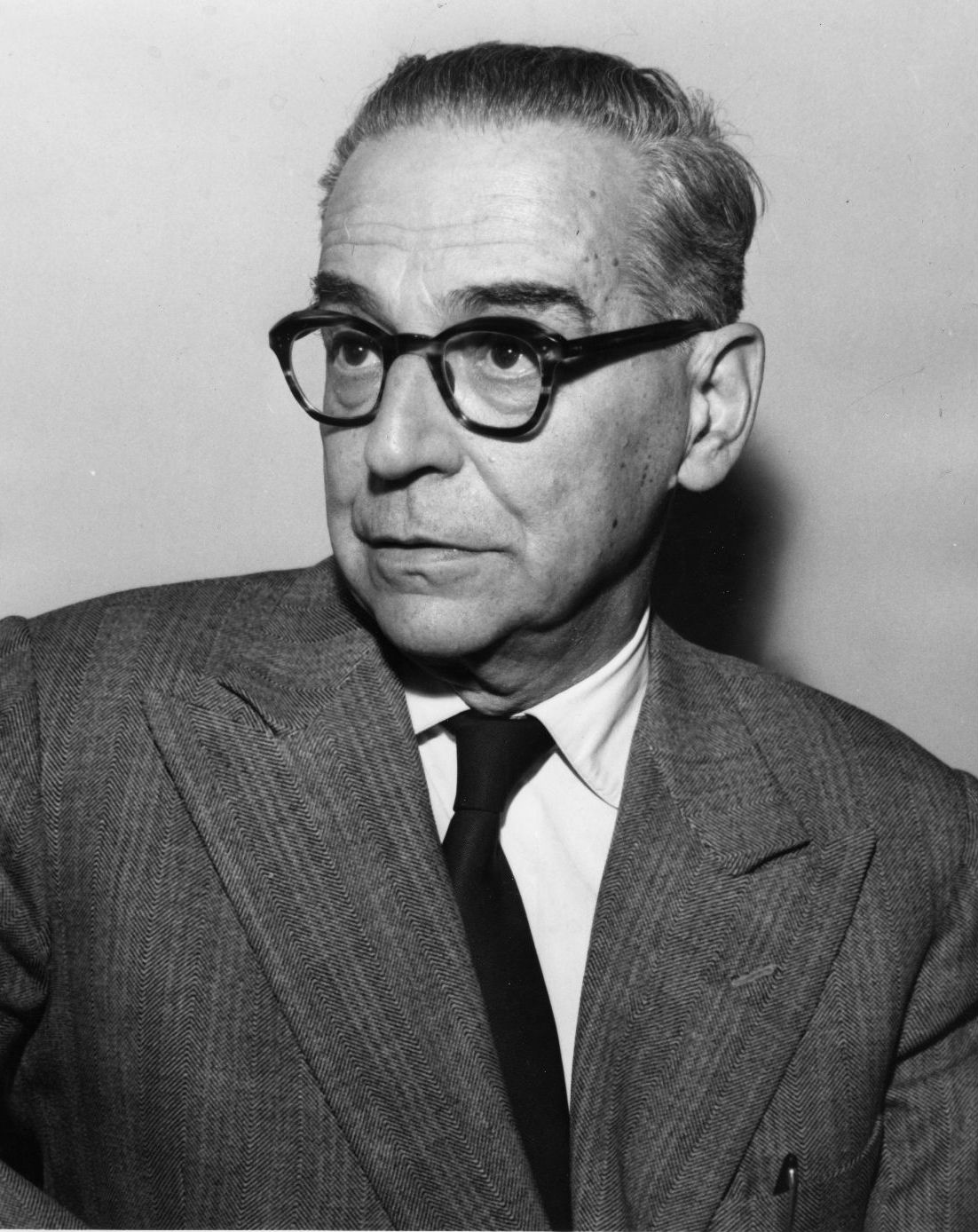
Ivo Andrić, scriitor sârb, laureat Nobel
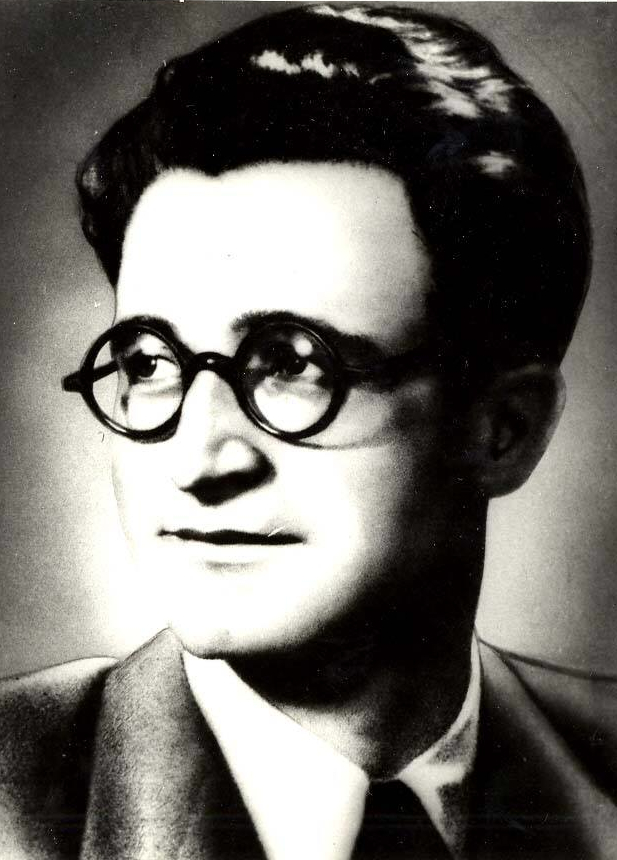
Alexandru Sahia, scriitor și publicist român

- 1892: Ivo Andrić, scriitor sârb, laureat al Premiului Nobel pentru Literatură (d. 1975)
- 1893: Mário de Andrade, poet, prozator, eseist și muzicolog brazilian (d. 1945)
- 1898: Alexandru Clavel, pictor român (d. 1978)
- 1906: Léopold Sédar Senghor, scriitor și om politic senegalez (d. 2001)
- 1907: Jacques Tati, regizor, actor, scenarist și producător francez de film (d. 1982)
- 1907: Horst Wessel, ofițer SA nazist german (d. 1930)
- 1908: Alexandru Sahia, scriitor și publicist român (d. 1937)
- 1921: Tadeusz Różewicz, scriitor polonez (d. 2014)
- 1935: Prințul Eduard, Duce de Kent, membru al familiei regale britanice
- 1937: David Prophet, pilot britanic (d. 1981)
- 1938: Heinz Fischer, politician austriac, al 11-lea președinte al Austriei
- 1938: Olga Szabó-Orbán, scrimeră română (d. 2022)
- 1939: Gheorghe Chiper, politician român

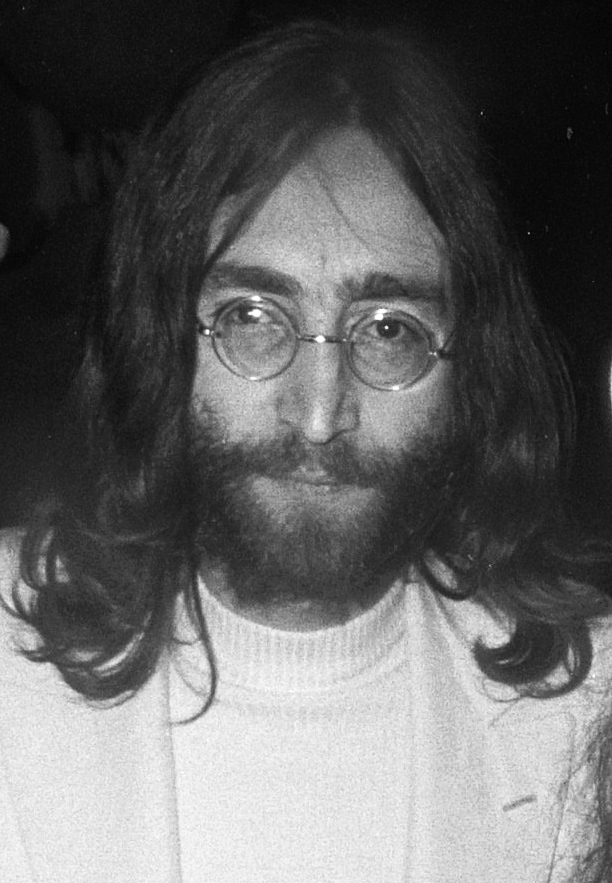
John Lennon, compozitor și solist britanic (The Beatles)
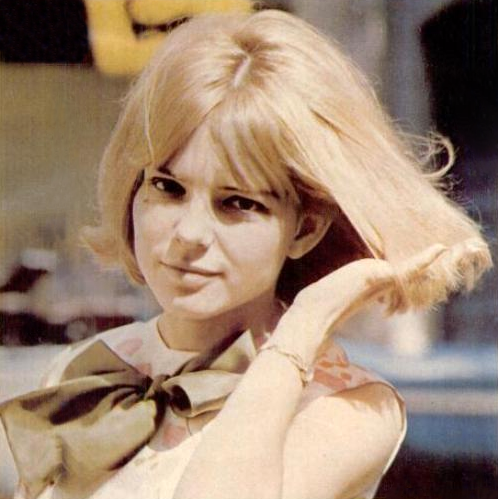
France Gall, cântăreață franceză
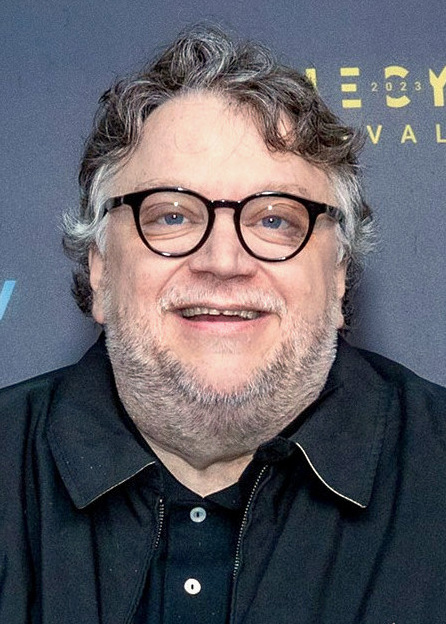
Guillermo del Toro, regizor mexican

- 1940: John Lennon, compozitor și solist britanic (The Beatles, The Quarrymen, Plastic Ono Band și The Dirty Mac) (d. 1980)
- 1941: Jean-Jacques Schuhl, scriitor francez, câștigător al Premiului Goncourt în 2000
- 1943: Marius Porumb, critic și istoric de artă român, membru (2009) al Academiei Române
- 1944: John Entwistle, basist britanic (The Who) (d. 2002)
- 1947: France Gall, cântăreață franceză (d. 2018)
- 1950: Vasile Iordache, fotbalist și antrenor român
- 1950: Jody Williams, laureată a Premiului Nobel pentru Pace din anul 1997
- 1952: Sharon Osbourne, soția muzicianului Ozzy Osbourne
- 1953: Tony Shalhoub, actor american
- 1954: Scott Bakula, actor american
- 1954: Adrian Pintea, actor și scriitor român (d. 2007)
- 1961: Julian Bailey, pilot englez
- 1962: Mariana Târcă, jucătoare și antrenoare română de handbal
- 1963: Anja Jaenicke, actriță germană
- 1964: Guillermo del Toro, actor și regizor mexican

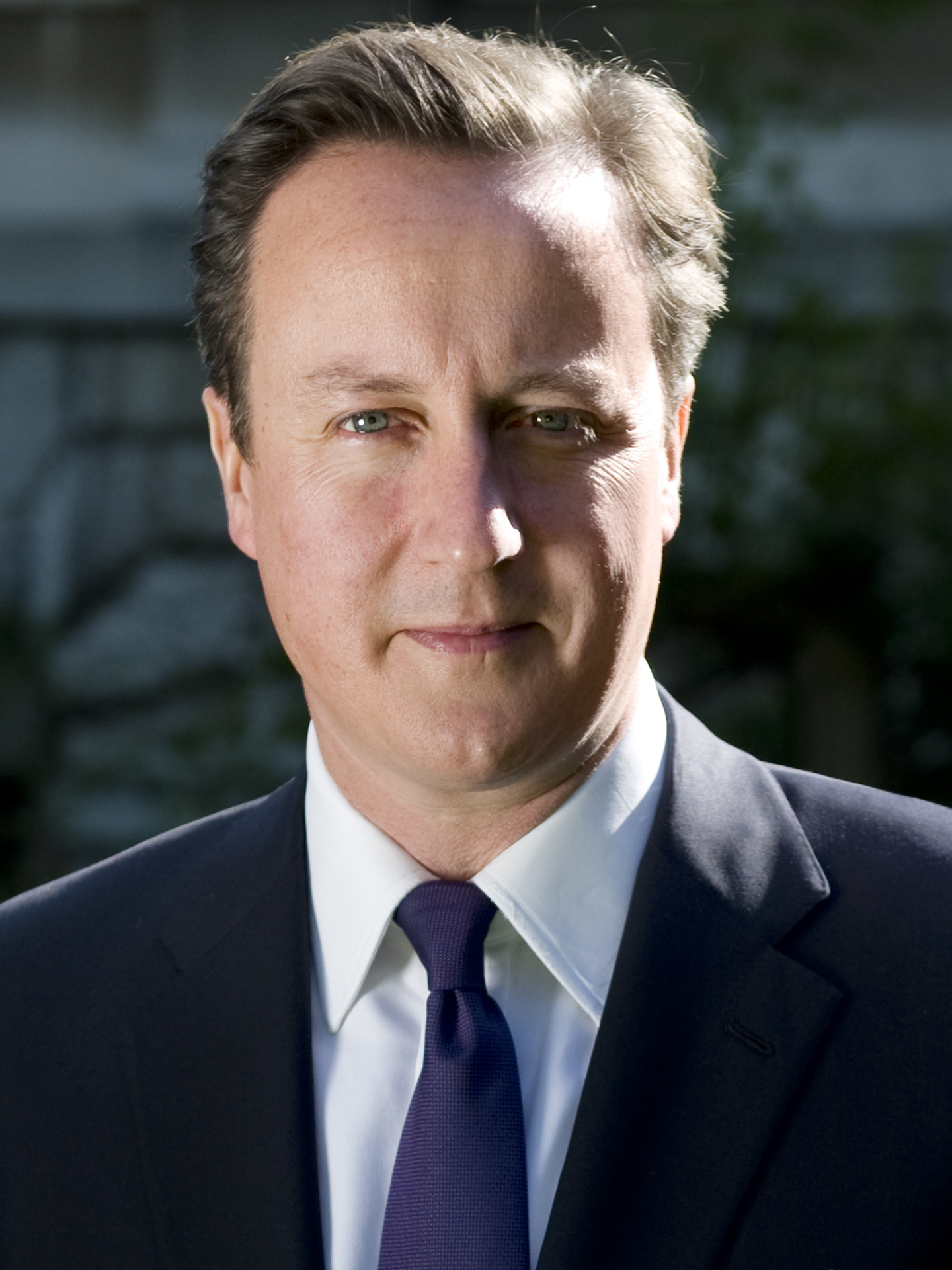
David Cameron, prim-ministru al Regatului Unit
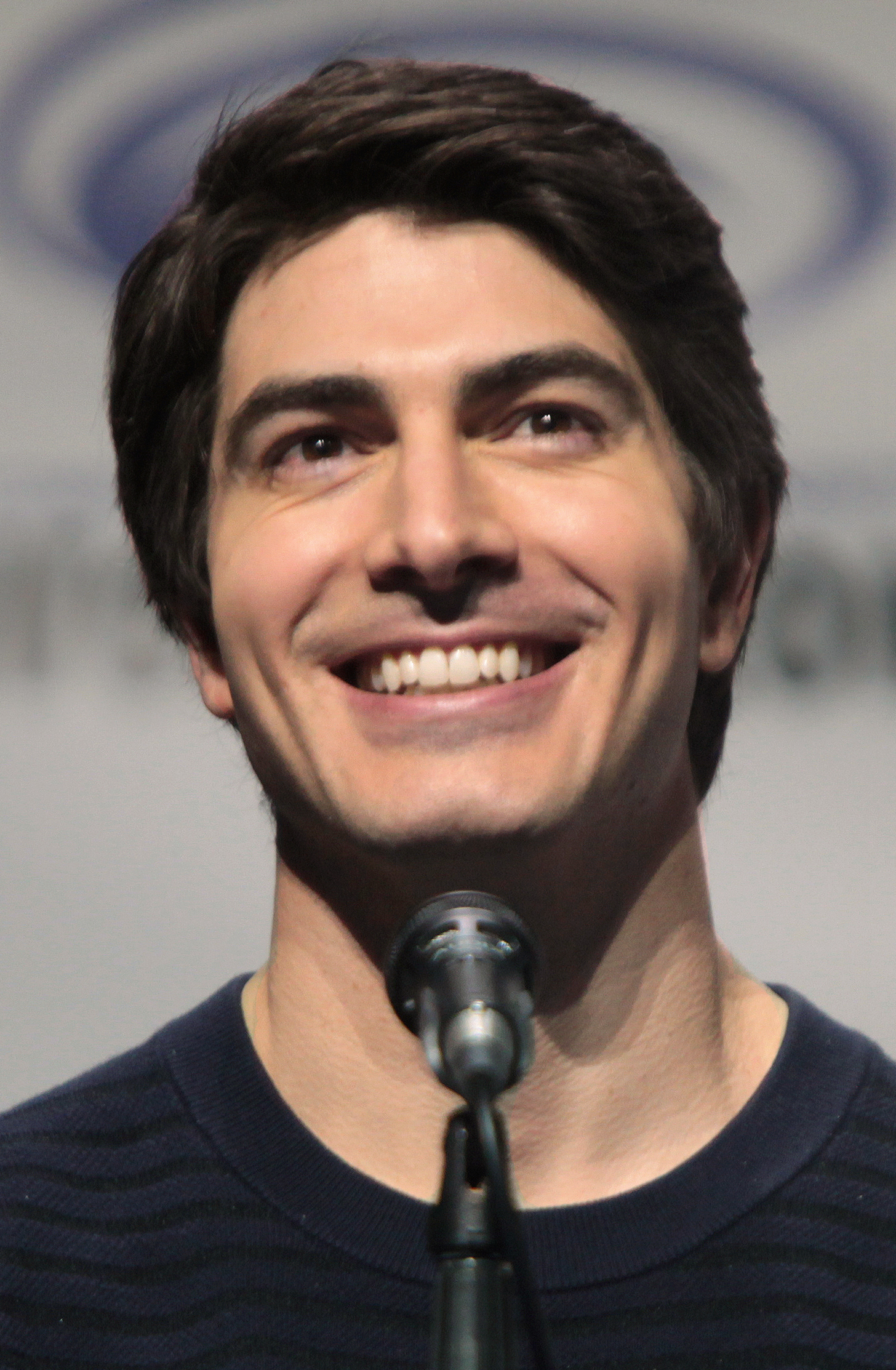
Brandon Routh, actor american
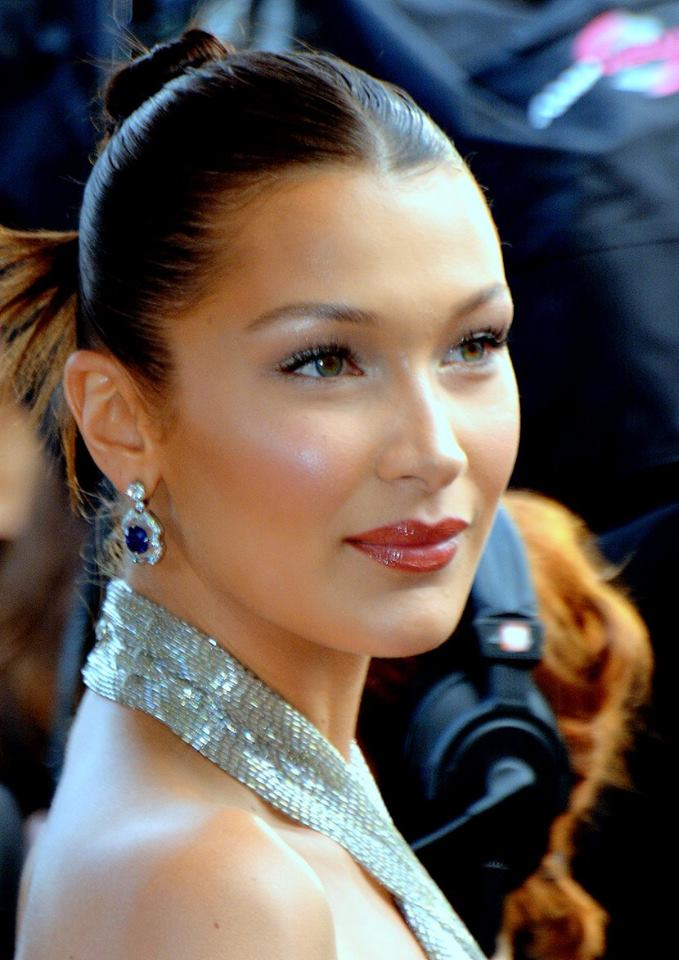
Bella Hadid, model american

- 1966: David Cameron, politician britanic, prim-ministru al Regatului Unit
- 1967: Gheorghe Popescu, fotbalist și om de afaceri român
- 1967: Eddie Guerrero, wrestler american (d. 2005)
- 1969: PJ Harvey, cântăreață britanică
- 1975: Marcel Laurențiu Romanescu, politician român
- 1975: Mark Viduka, fotbalist australian
- 1978: Nicky Byrne, muzician irlandez (Westlife)
- 1979: Brandon Routh, actor american
- 1986: Gonçalo Brandão, fotbalist portughez
- 1996: Bella Hadid, model american

## Decese
- 1047: Papa Clement al II-lea (n. 1005)
- 1273: Elisabeta de Bavaria, regină a Germaniei (n. 1227)
- 1390: Ioan I al Castiliei (d. 1358)
- 1709: Barbara Palmer, Ducesă de Cleveland, metresă a regelui Carol al II-lea al Angliei (n. 1640)
- 1831: Ioannis Kapodistrias, politician grec, Guvernator al Greciei (n. 1776)
- 1886: José Casado del Alisal, pictor spaniol (n. 1832)
- 1894: Norbert Goeneutte, pictor, ilustrator și gravor francez (n. 1854)

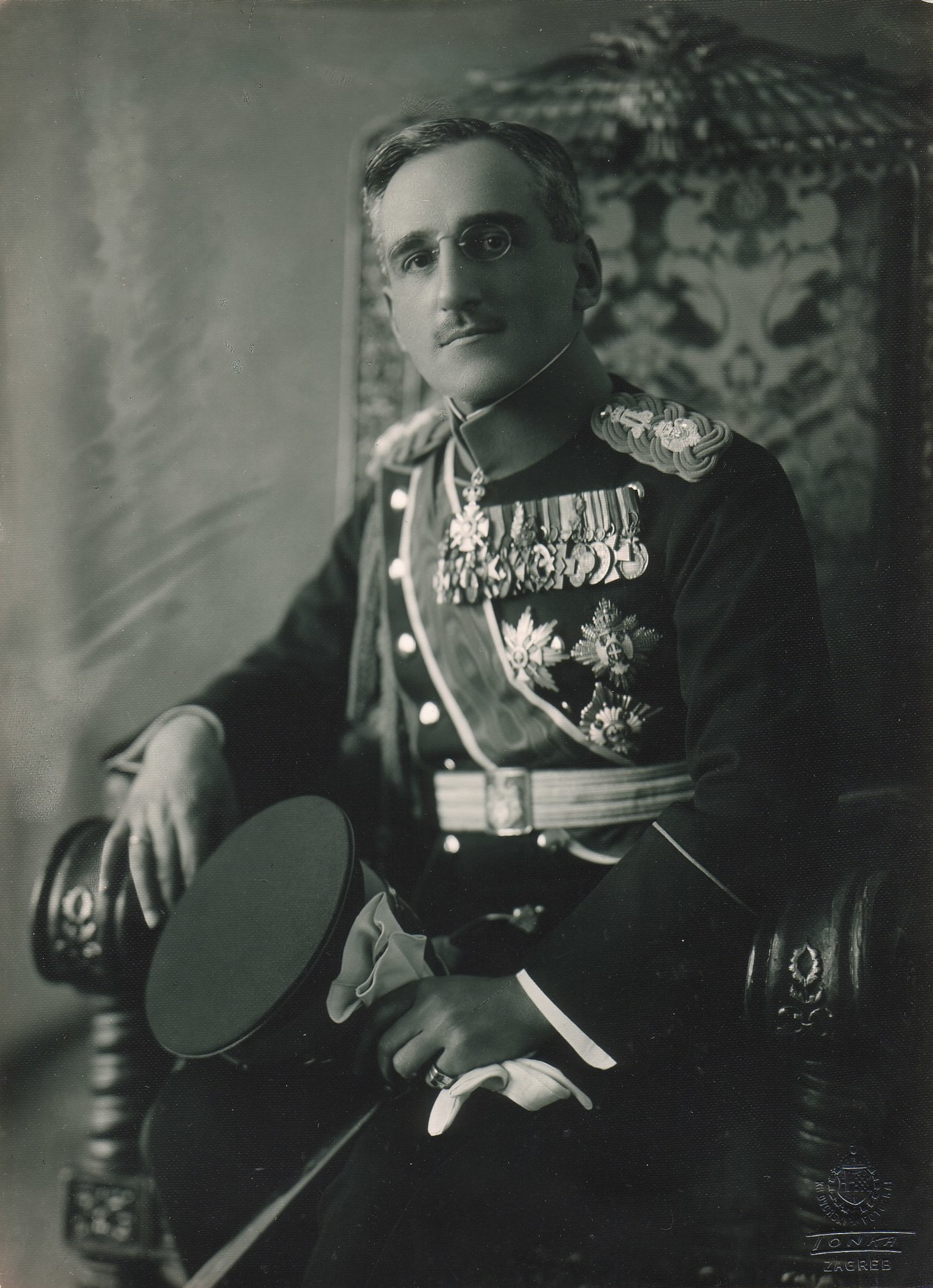
Regele Alexandru I al Iugoslaviei
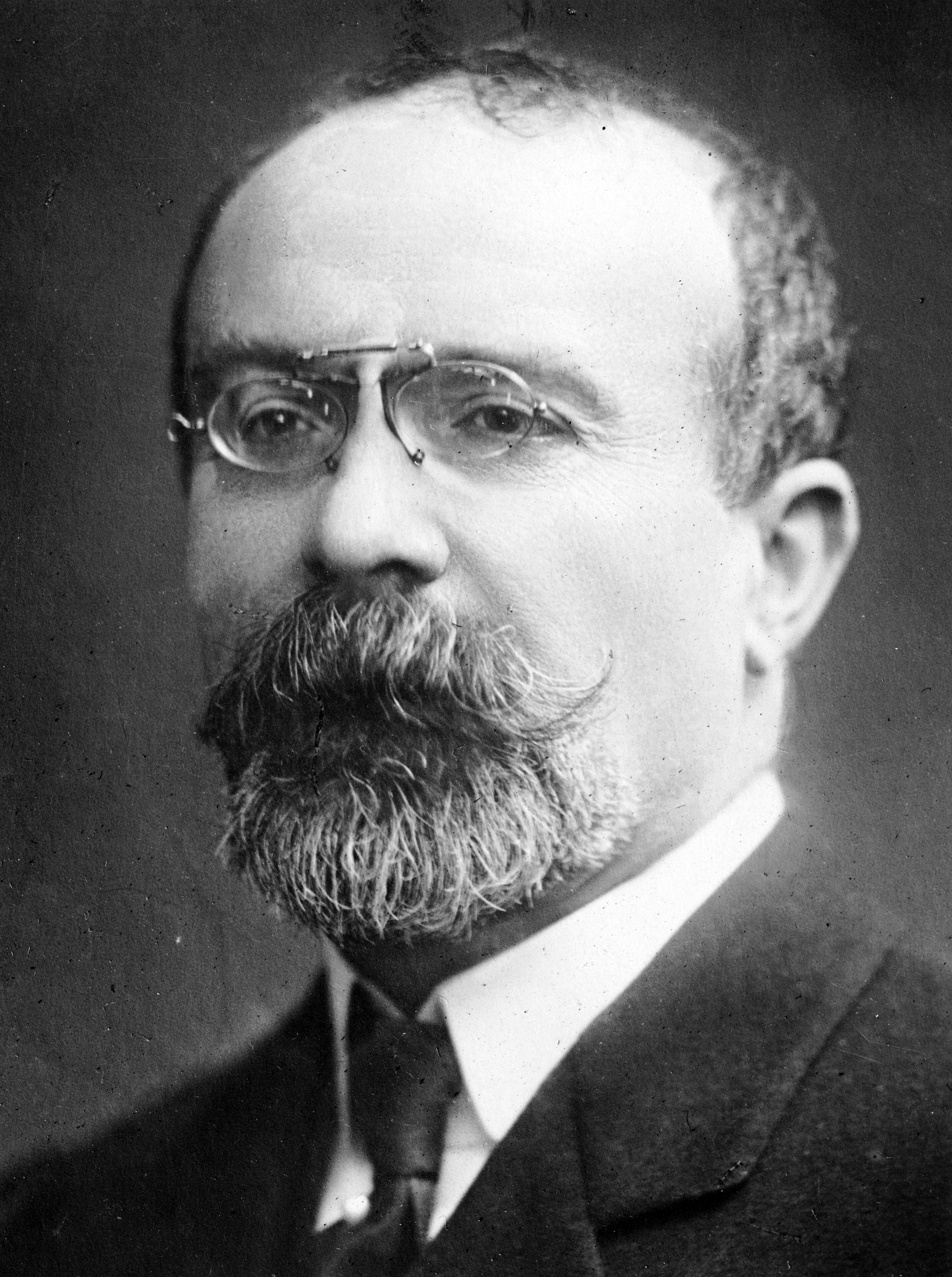
Louis Barthou, al 78-lea prim-ministru al Franței
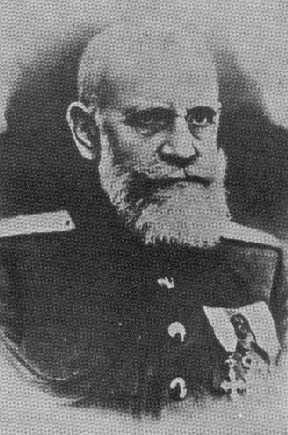
Gheorghe Cantacuzino-Grănicerul, general și politician român de extremă dreaptă

- 1927: João Marques de Oliveira, pictor portughez (n. 1853)
- 1930: Louis Béroud, pictor francez (n. 1852)
- 1934: Alexandru I al Iugoslaviei, rege al Iugoslaviei (1921-1934), (n. 1888)
- 1934: Louis Barthou, politician francez, al 78-lea prim-ministru al Franței (n. 1862)
- 1937: Gheorghe Cantacuzino-Grănicerul, general și politician român de extremă dreaptă (n. 1869)
- 1937: Ernest Louis, Mare Duce de Hesse (n. 1868)
- 1938: Olga Szabó-Orbán, scrimeră română, dublă campioană mondială (1962, 1969 cu echipa) (d. 2022)
- 1943: Pieter Zeeman, fizician olandez, laureat al Premiului Nobel (n. 1865)
- 1949: Gheorghe Mironescu, politician român, președinte al Consiliului de Miniștri al României în 1930 și în 1930-1931 (n. 1874)
- 1950: Nicolai Hartmann, filosof german (n. 1882)
- 1958: Papa Pius al XII-lea (n. 1876)
- 1967: Che Guevara, revoluționar argentinian (n. 1928)
- 1967: Cyril Norman Hinshelwood,  chimist britanic, laureat Nobel (n. 1897)
- 1967: André Maurois, autor francez (n. 1885)
- 1968: Jean Paulhan, scriitor, critic literar și publicist francez (n. 1886)
- 1972: Miriam Hopkins, actriță americană (n. 1902)
- 1977: Zdzisław Maklakiewicz, actor polonez (n. 1927)
- 1978: Jacques Brel, cântăreț și actor belgian (n. 1929)
- 1978: Gheorghe Caragață, lingvist român (n. 1907)

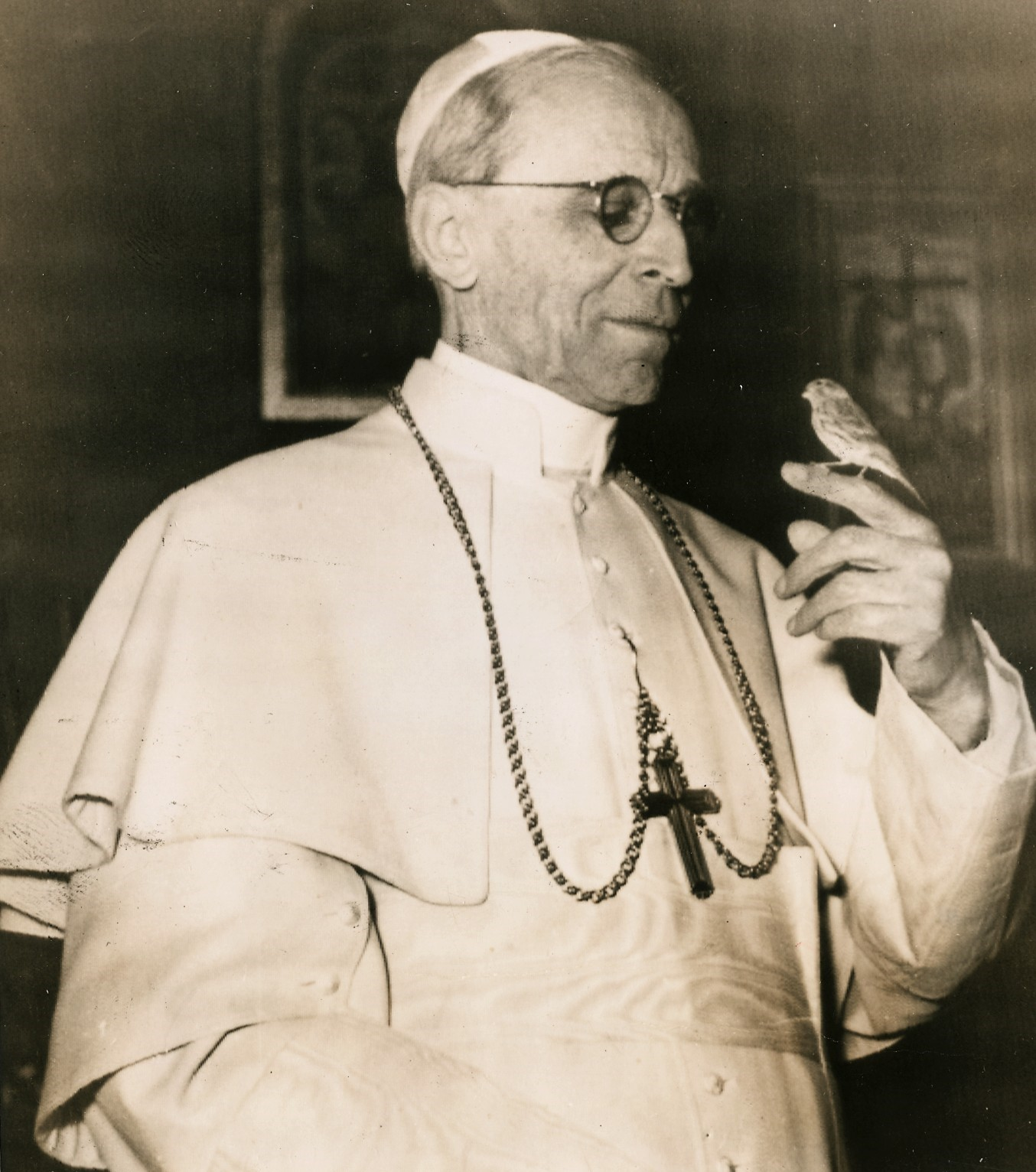
Papa Pius al XII-lea
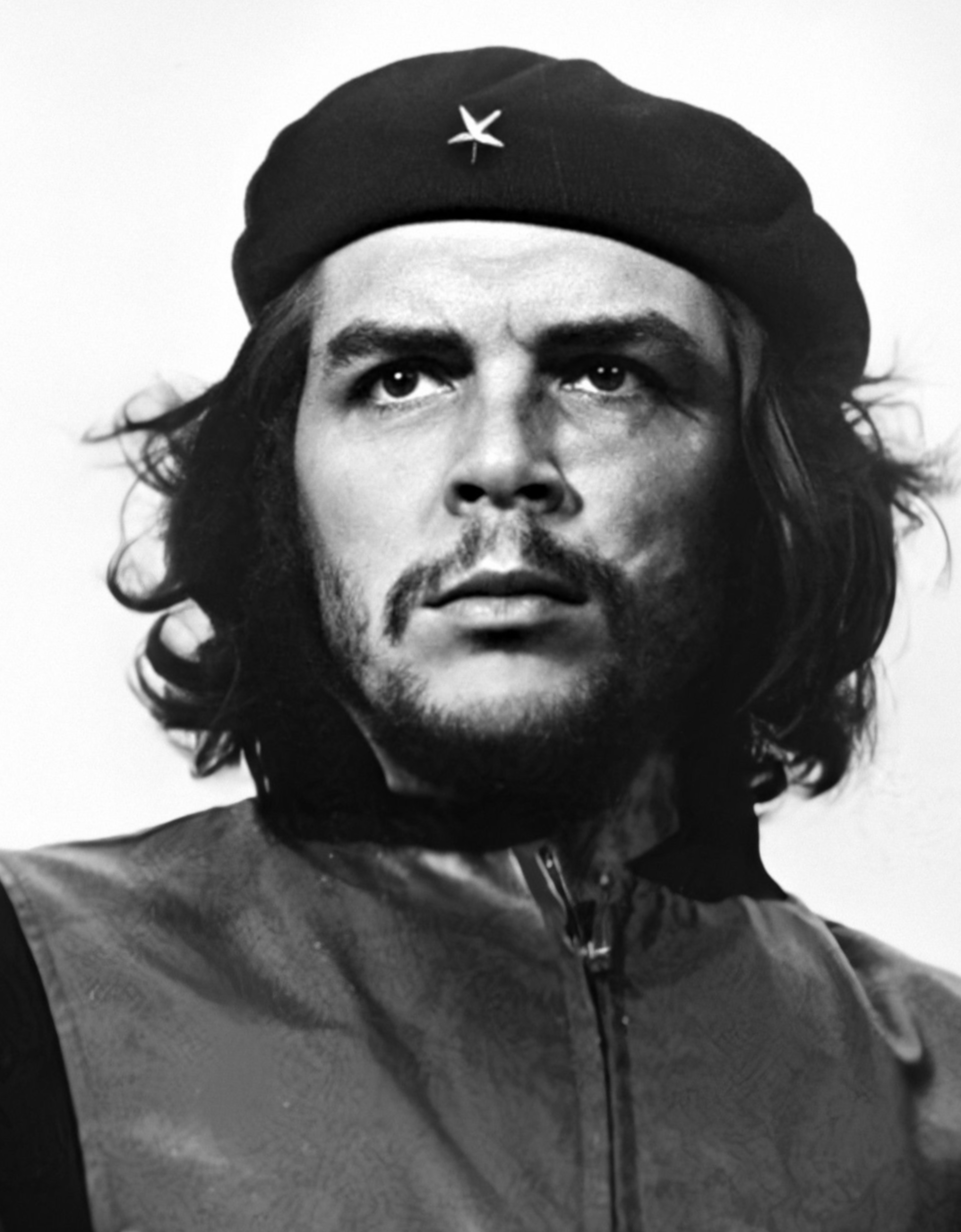
Che Guevara, revoluționar argentinian
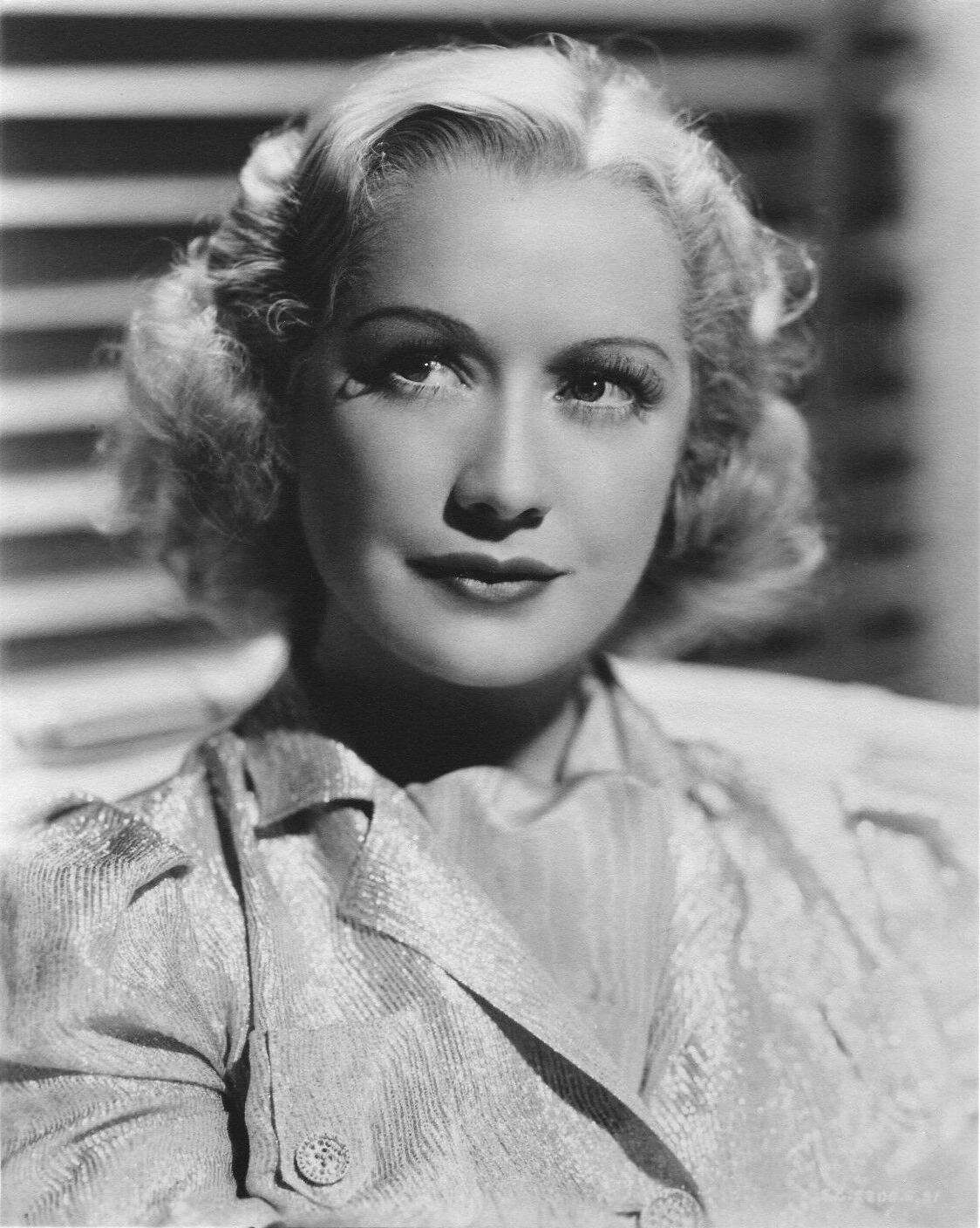
Miriam Hopkins, actriță americană

- 1995: Sir Alec Douglas Home, politician britanic, prim-ministru al Regatului Unit (n. 1903)
- 1995: Valentin Al. Georgescu, jurist și istoric român, membru al Academiei Române (n. 1908)
- 2000: Mihai Pop, folclorist și etnolog român (n. 1907)
- 2006: Paul Hunter, jucător englez de snooker (n. 1978)
- 2007: Fausto Correia, politician portughez (n. 1951)
- 2009: Jacques Chessex, scriitor și pictor elvețian (n. 1934)
- 2010: Zecharia Sitchin, scriitor american (n. 1920)
- 2012: Aureliu Busuioc, scriitor din Republica Moldova (n. 1928)
- 2016: Andrzej Wajda, regizor polonez (n. 1926)
- 2017: Jean Rochefort, actor francez (n. 1930)
- 2018: Thomas A. Steitz, biolog și biochimist american, laureat Nobel (n. 1940)

## Sărbători
- calendarul ortodox: Sf. Ap. Iacob al lui Alfeu; Cuv. Andronic și Atanasia
- calendarul romano-catolic și anglican: Sfântul Dionisie (Saint Denis), primul episcop al Parisului; Sf. Avraam
- Ziua mondială a poștei -  La 9 octombrie 1874 a fost înființată Uniunea Generală a Poștelor, devenită, în 1878, Uniunea Poștală Universală (din 1947 - instituție specializată a ONU, cu sediul la Berna). România este membru fondator.
- Ziua Națională de Comemorare a Holocaustului -  în această zi, în 1941, a început deportarea evreilor din Bucovina în Transnistria
- Uganda : Ziua națională. Independența față de Marea Britanie (1962)
- SUA : Ziua Leif Erikson, pentru a evoca debarcarea primilor europeni (vikingii) pe țărmurile Lumii Noi în anul 1004